# Chính phủ Việt Nam Dân chủ Cộng hòa 1971–1975
Chính phủ Việt Nam giai đoạn 1971-1975 còn được gọi là Chính phủ Quốc hội khóa IV.Thành viên Hội đồng Chính phủ được Quốc hội khóa IV phê chuẩn thông qua.
Hội đồng Chính phủ trong thời gian này tích cực kháng chiến chống Mỹ và hoàn thành thống nhất đất nước (30/4/1975). Trong thời gian này viện trợ của Cộng hòa Nhân dân Trung Hoa giảm sút, Chính phủ phải tự điều hành kinh tế ở miền Bắc và tiếp tục chi viện cho miền Nam.

## Thành lập
Quốc hội khóa IV được bầu vào ngày 11/4/1971 gồm 420 đại biểu.
Căn cứ vào Điều 46 của Hiến pháp, Ủy ban Thường vụ Quốc hội đã triệu tập Kỳ họp thứ nhất của Quốc hội khóa IV, họp tại Hà Nội từ ngày 6 đến ngày 10/6/1971. Tại kỳ họp, Quốc hội đã nghe báo cáo của Ủy ban Thường vụ Quốc hội, báo cáo của Chính phủ về tình hình đấu tranh quân sự, ngoại giao, tiến hành bầu các vị đứng đầu các cơ quan Nhà nước và thành lập Hội đồng Chính phủ mới.

## Thành viên
| Chức vụ       | Trực thuộc                                  | Tên               | Chức vụ trong Đảng                                     | Ghi chú khác                                             |
| ------------- | ------------------------------------------- | ----------------- | ------------------------------------------------------ | -------------------------------------------------------- |
| Thủ tướng     | Chính phủ                                   | Phạm Văn Đồng     | Ủy viên Bộ Chính trị                                   |                                                          |
| Phó Thủ tướng | Chính phủ                                   | Võ Nguyên Giáp    | Ủy viên Bộ Chính trị                                   |                                                          |
| Phó Thủ tướng | Chính phủ                                   | Phan Kế Toại      |                                                        |                                                          |
| Phó Thủ tướng | Chính phủ                                   | Lê Thanh Nghị     | Ủy viên Bộ Chính trị                                   |                                                          |
| Phó Thủ tướng | Chính phủ                                   | Nguyễn Duy Trinh  | Ủy viên Bộ Chính trị                                   |                                                          |
| Phó Thủ tướng | Chính phủ                                   | Nguyễn Côn        | Ủy viên TW Đảng                                        |                                                          |
| Phó Thủ tướng | Chính phủ                                   | Đỗ Mười           | Ủy viên Trung ương Đảng                                |                                                          |
| Phó Thủ tướng | Chính phủ                                   | Hoàng Anh         | Ủy viên Trung ương Đảng Bí thư Ban Bí thư              |                                                          |
| Phó Thủ tướng | Chính phủ                                   | Trần Hữu Dực      | Ủy viên Trung ương Đảng                                | Từ 3/1974                                                |
| Phó Thủ tướng | Chính phủ                                   | Phan Trọng Tuệ    | Ủy viên Trung ương Đảng                                | Từ 3/1974                                                |
| Phó Thủ tướng | Chính phủ                                   | Đặng Việt Châu    |                                                        | Từ 3/1974                                                |
| Bộ trưởng     | Bộ trưởng Bộ Quốc phòng                     | Võ Nguyên Giáp    |                                                        | Phó Thủ tướng kiêm chức                                  |
| Bộ trưởng     | Bộ Ngoại giao                               | Nguyễn Duy Trinh  | Ủy viên Bộ Chính trị                                   | Phó Thủ tướng kiêm chức                                  |
| Bộ trưởng     | Bộ Công an                                  | Trần Quốc Hoàn    | Ủy viên Bộ Chính trị dự khuyết Ủy viên Trung ương Đảng | từ năm 1972 là Ủy viên Bộ Chính trị                      |
| Bộ trưởng     | Không Bộ                                    | Xuân Thủy         | Ủy viên Trung ương Đảng                                |                                                          |
| Bộ trưởng     | Bộ Nội vụ                                   | Dương Quốc Chính  |                                                        |                                                          |
| Bộ trưởng     | Phó Chủ nhiệm Ủy ban Kế hoạch Nhà nước      | Nguyễn Lam        | Ủy viên Trung ương Đảng                                | đến 6/1973                                               |
| Bộ trưởng     | Phó Chủ nhiệm Ủy ban Kế hoạch Nhà nước      | Nguyễn Văn Kha    |                                                        | đến 6/1974                                               |
| Bộ trưởng     | Bộ Tài chính                                | Đặng Việt Châu    |                                                        | Bộ trưởng đến 3/1974                                     |
| Bộ trưởng     | Bộ Tài chính                                | Đào Thiện Thi     |                                                        | Quyền Bộ trưởng từ 3/1974                                |
| Bộ trưởng     | Phó Chủ nhiệm Ủy ban Nông nghiệp Trung ương | Nguyễn Văn Lộc    | Ủy viên Trung ương Đảng dự khuyết                      | đến 3/1974                                               |
| Bộ trưởng     | Phó Chủ nhiệm Ủy ban Nông nghiệp Trung ương | Nghiêm Xuân Yêm   |                                                        |                                                          |
| Bộ trưởng     | Bộ Thủy lợi                                 | Hà Kế Tấn         | Ủy viên Trung ương Đảng dự khuyết                      | đến 6/1973                                               |
| Bộ trưởng     | Bộ Thủy lợi                                 | Nguyễn Thanh Bình | Ủy viên Trung ương Đảng dự khuyết                      | từ 6/1973                                                |
| Bộ trưởng     | Bộ Điện và Than                             | Nguyễn Hữu Mai    | Ủy viên Trung ương Đảng dự khuyết                      | đến 4/1974                                               |
| Bộ trưởng     | Bộ Điện và Than                             | Nguyễn Chấn       |                                                        | Quyền Bộ trưởng từ 4/1974                                |
| Bộ trưởng     | Bộ Cơ khí và Luyện kim                      | Đinh Đức Thiện    | Ủy viên Trung ương Đảng dự khuyết                      | đến 3/1974                                               |
| Bộ trưởng     | Bộ Cơ khí và Luyện kim                      | Nguyễn Côn        | Ủy viên Trung ương Đảng                                | từ 3/1974                                                |
| Bộ trưởng     | Bộ Công nghiệp nhẹ                          | Kha Vạng Cân      |                                                        |                                                          |
| Bộ trưởng     | Bộ Lương thực Thực phẩm                     | Ngô Minh Loan     | Ủy viên Trung ương Đảng dự khuyết                      |                                                          |
| Bộ trưởng     | Bộ Kiến trúc                                | Bùi Quang Tạo     | Ủy viên Trung ương Đảng                                | đến 6/1973                                               |
| Bộ trưởng     | Bộ Giao thông vận tải                       | Phan Trọng Tuệ    | Ủy viên Trung ương Đảng                                | đến 3/1974                                               |
| Bộ trưởng     | Bộ Giao thông vận tải                       | Dương Bạch Liên   |                                                        | từ 3/1974                                                |
| Bộ trưởng     | Bộ Lao động                                 | Nguyễn Hữu Khiếu  | Ủy viên Trung ương Đảng dự khuyết                      | đến 4/1974                                               |
| Bộ trưởng     | Bộ Lao động                                 | Nguyễn Thọ Chân   | Ủy viên Trung ương Đảng dự khuyết                      | từ 4/1974                                                |
| Bộ trưởng     | Bộ Vật tư                                   | Trần Danh Tuyên   | Ủy viên Trung ương Đảng dự khuyết                      |                                                          |
| Bộ trưởng     | Bộ Nội thương                               | Hoàng Quốc Thịnh  |                                                        |                                                          |
| Bộ trưởng     | Bộ Ngoại thương                             | Phan Anh          |                                                        |                                                          |
| Bộ trưởng     | Bộ Văn hoá                                  | Hoàng Minh Giám   |                                                        |                                                          |
| Bộ trưởng     | Bộ Giáo dục                                 | Nguyễn Văn Huyên  |                                                        |                                                          |
| Bộ trưởng     | Bộ Đại học và Trung học chuyên nghiệp       | Tạ Quang Bửu      |                                                        |                                                          |
| Bộ trưởng     | Bộ Y tế                                     | Nguyễn Văn Hưởng  |                                                        | đến 4/1974                                               |
| Bộ trưởng     | Bộ Y tế                                     | Vũ Văn Cẩn        |                                                        | Quyền Bộ trưởng từ 4/1974                                |
| Bộ trưởng     | Phủ Thủ tướng                               | Trần Hữu Dực      |                                                        |                                                          |
| Bộ trưởng     | Chuyên trách Văn giáo                       | Trần Quang Huy    |                                                        |                                                          |
| Bộ trưởng     | Chủ nhiệm Văn phòng Phủ Thủ tướng           | Đặng Thí          |                                                        | đến 4/1973                                               |
| Bộ trưởng     | Chủ nhiệm Văn phòng Phủ Thủ tướng           | Phan Mỹ           |                                                        | từ 4/1973                                                |
| Bộ trưởng     | Bộ Xây dựng                                 | Đỗ Mười           |                                                        | Phó Thủ tướng kiêm chức, từ 6/1973, sau khi thành lập Bộ |
| Bộ trưởng     | Phụ trách Công trình Sông Đà                | Hà Kế Tấn         | Ủy viên Trung ương Đảng dự khuyết                      | từ 6/1973                                                |
| Chủ nhiệm     | Ủy ban Dân tộc                              | Lê Quảng Ba       | Ủy viên Trung ương Đảng                                |                                                          |
| Chủ nhiệm     | Ủy ban Kế hoạch Nhà nước                    | Nguyễn Côn        | Ủy viên Trung ương Đảng                                | Phó Thủ tướng kiêm chức, đến 6/1973                      |
| Chủ nhiệm     | Ủy ban Kế hoạch Nhà nước                    | Nguyễn Lam        | Ủy viên Trung ương Đảng                                | từ 6/1973 đến 3/1974                                     |
| Chủ nhiệm     | Ủy ban Kế hoạch Nhà nước                    | Lê Thanh Nghị     | Ủy viên Bộ Chính trị                                   | Phó Thủ tướng kiêm chức từ 3/1974                        |
| Chủ nhiệm     | Ủy ban Vật giá Nhà nước                     | Nguyễn Lam        | Ủy viên Trung ương Đảng                                | đến 3/1974                                               |
| Chủ nhiệm     | Ủy ban Kiến thiết cơ bản Nhà nước           | Đỗ Mười           | Ủy viên Trung ương Đảng                                | Phó Thủ tướng kiêm chức, đến 6/1973                      |
| Chủ nhiệm     | Ủy ban Nông nghiệp Trung ương               | Hoàng Anh         | Ủy viên Trung ương Đảng Bí thư Ban Bí thư              | Phó Thủ tướng kiêm chức, đến 4/1974                      |
| Chủ nhiệm     | Ủy ban Nông nghiệp Trung ương               | Võ Thúc Đồng      | Ủy viên Trung ương Đảng                                | Quyền Chủ nhiệm từ 4/1974 Chủ nhiệm từ 11/1974           |
| Chủ nhiệm     | Ủy ban Khoa học kỹ thuật Nhà nước           | Trần Đại Nghĩa    |                                                        |                                                          |
| Chủ nhiệm     | Ủy ban Thanh tra Chính phủ                  | Nguyễn Thanh Bình | Ủy viên Trung ương Đảng dự khuyết                      | đến 3/1974                                               |
| Chủ nhiệm     | Ủy ban Thanh tra Chính phủ                  | Nguyễn Văn Lộc    |                                                        | từ 3/1974                                                |
| Chủ nhiệm     | Ủy ban Thống nhất của Chính phủ             | Đặng Thí          |                                                        | từ 3/1974                                                |
| Tổng giám đốc | Ngân hàng Nhà nước Việt Nam                 | Tạ Hoàng Cơ       |                                                        |                                                          |